# Mezősi Ágnes
Mezősi Ágnes (Kiskunfélegyháza, 1977. március 7. –) magyar fotóművész. A Magyar Fotóművészek Szövetségének tagja 2016 óta. A Marcel Breuer Project alapítója és fotográfusa.

## Életrajza
Jelenleg is (2021) szülővárosában él. Mindig a művészetek nagy rajongója volt, gyerekkorában már szülei is sokat vitték kiállításokra és a műkedvelés végigvezethető egész életén.
2010-ben vírusos agyvelőgyulladást diagnosztizáltak nála, amiből több hónapnyi lábadozás után felépült, és ez megváltoztatta addigi életét és látásmódját. A betegség után művészetterápiát kezdett alkalmazni saját magán, ami végül oda vezette, hogy fényképezőgépet fogott a kezébe 2013. év vége felé, és azóta sikeresen ebben tevékenykedik.
2022-ben, az elmúlt évek eredményei alapján szülőhelyétől (ami egyben lakóhelye is jelenleg) megkapta "Kiskunfélegyháza Város Művészeti Tevékenységéért" kitüntető díjat.

## Fotográfia
Autodidakta módon tanult, nem segítették iskolák, mesterek és tanárok. Az egész életén átívelő műkedvelői attitűd és a betegsége valószínűleg sokat segített saját stílusa kialakításában. Az egyszerűség maradt a fő motiváció; képei végtelenül letisztultak, grafikus hatásúak, feszes kompozíciókat használ. Szakemberek szerint kifinomultak és elegánsak. Szeret játszani a fény-árnyékkal, geometrikus formákkal. Képei kontrasztosak, szereti a feketét és a fehéret látni egy képen belül, a színes képei esetén erős színeket használ. Témái főleg épületek és tárgyak, ám mivel kiragad részleteket így ezeket sokszor nehezen lehet érzékelni. A konstruktivizmus a legjobb szó a képeire.
Ezek mellett annyira lenyűgözte a fotográfia világa, hogy sokat kísérletezik különböző alternatív módszerekkel is. Fontosnak tartja, hogy a megfelelő alapok elsajátítása után lehet belevágni az ismeretlenbe. Ezek a kísérleti képei teljesen ellentétesek a konstruktivista képeivel, de elmondása szerint így érzi, hogy megvan az egyensúly, és mégis a fotográfia berkein belül marad.

## Marcel Breuer Photography Project
Egy pályázatnak köszönhetően kapott felkérést a Bauhausban tevékenykedő magyar-amerikai formatervező, építész Breuer Marcell New Yorkban lévő épületeinek fotózására 2019-ben, a Bauhaus iskola centenáriumi évében. Az épületek előtanulmányozása során ébredt rá, hogy mindig is ezeket az egyszerű, geometrikus formákat kereste, amik Breuer munkáit is jellemzik. A New York-i fotózás közben érezte, hogy ezt valamilyen formában folytatnia kell és végül egy támogatásnak köszönhetően elkezdhette Breuer európai épületeinek fotózását is, innentől vált projektté. Eddig (2024. május) 18 épületénél járt, ebből 16-ot engedtek fotózni. A projekt honlapja: https://marcelbreuerphotoproject.com/

## Kiállítások

### Önálló kiállítások
- Egyensúly – Pécs, 2024
- Egyensúly – Kiskunfélegyháza, 2022
- Brutalista Marcel Breuer – West Den Haag, Hága, 2020
- Breuer Marcell brutalizmusának minimalizmusa – Lodz, Lengyelország, 2020
- Breuer Marcell törékeny brutalizmusa – New York, 2019
- Vonalaim – Kiskunfélegyháza, 2019
- Kettősség – Budapest, 2018
- Első – Kiskunfélegyháza, 2015

### Csoportos kiállítások a teljesség igénye nélkül
- PRO FORMA – Absztrakt tendenciák a kortárs magyar fotóművészetben, Kiscelli Múzeum, 2024
- Hiány és emlékezet – Breuer Marcell Emlékkiállítás, Pécs, 2023
- Experiment – Budapest FotóFesztivál, Kiscelli Múzeum, Budapest, 2022
- Photographic Vision – PH21 Gallery, Budapest, 2022
- II. Fotóművészeti Nemzeti Szalon – A Fény képei, Műcsarnok, Budapest, 2021
- Most vagy soha – Tihany, 2020
- Önarcképtelenség – Lodz, Lengyelország, 2019
- Hungary Emerging – utazó kiállítás az USA-ban, 2018 (New York több helyszín és Miami)
- Art Market Budapest – Budapest, 2017-2018
- "Csak tiszta forrásból..." – Békéscsaba, Magyarország, 2015-2016-2018
- BWS Masterclass – Budapest, Szekszárd, Cegléd, Szeged, Kiskunfélegyháza, 2016
- #showyouknow – London, Saatchi Gallery, 2016
- Alföldi Fotószalon – Szentes, 2015
- Alföldi Kézműves Fotográfiák – Szentes, 2014

## Díjak
- "A munka világa" fotópályázat, 1. díj, 2023
- "Kiskunfélegyháza Város Művészeti Tevékenységéért" kitüntető díj, 2022
- "Talált történetek" – 3. helyezett, K11 Művészeti Központ, Budapest, 2022
- "Épített környezetük szépségei" – Építészeti részletek kategória 2. díj (Magyar Építész Kamara), 2021
- Media Markt fotópályázat – Gasztro kategória 1. helyezett, 2020
- Cewe fotópályázat havi nyertese – 2018. szeptember
- Hungary Emerging – 10 nyertes egyike, 2018
- Nikon 7 fotópályázat – profi kategória, 2. helyezett, 2016
- Media Markt fotópályázat – utcai életkép kategória 3. helyezett és két különdíj, 2016
- Jászkun Fotószalon – 2. helyezett, 2015